# Matoller de Barratt
El matoller de Barratt (Bradypterus barratti) és una espècie d'ocell de la família dels locustèl·lids (Locustellidae). Es troba a l'est de Sud-àfrica, Lesotho, l'est de Zimbabwe i l'oest de Moçambic. Habita els boscos tropicals i subtropicals de frondoses humitsde l'estatge montà. El seu estat de conservació es considera de risc mínim.
El nom específic de Barratt fa referència al col·leccionista al Transvaal F. A. Barratt (fl. 1875).